# Hevein
Hevein es una banda de metal fundada en Helsinki, Finlandia. Combina los dos aspectos extremos que la música ofrece. Mientras que la batería, las guitarras y una poderosa voz principal guían al oyente en un torbellino, instrumentos más melódicos como el violín y el chelo, además de la voz secundaria, se relajan de nuevo y convierten el sonido en algo completo. 
Fue fundada en 1992, hasta la fecha el grupo se ha ido desarrollando e incrementando, habiendo pasado por diferentes cantantes y acabando con más integrantes que en sus comienzos. 
Para el nombre, el guitarrista escuchó una vez una canción, versionada por Blackstar “The Girl That Lived On Heaven Hill”. Las palabras “Heaven Hill” fueron cambiadas por “Heven Hill”, y fueron alteradas de nuevo hasta que nació el nombre definitivo del grupo “Hevein”.

## El nombre
Según la respuesta de Leif Hedström en su foro de preguntas:
- Hevein significa algo?
- El guitarrista escuchó una canción, un cover interpretado por Blackstar ”The Girl That Lived On Heaven Hill”. Entonces, las palabras “Heaven Hill” fueron cambiadas a “Heven Hill” y fueron alteradas de nuevo hasta el nombre final de la banda “Hevein”.

## Miembros

### Actuales
- Juha Immonen – Voz principal
- Leif Hedström – Guitarra/voz secundaria
- Otto Uotila, – Batería
- Janne Jaakkola – Bajo/voz de fondo (también toca en 7th Labyrinth)
- Aino Piipari – Violín (también toca en Kiova)
- Max Lilja – Chelo (también toca en Tekijä Tuntematon, exmiembro de Apocalyptica)

### Anteriores
- Dimitri Paile – Voz
- Tomi Koivunen – Bajo
- Alpo Oksaharju – Batería

### Ayuda de
- Nico Hartonen – Voz (en el tercer demo)

## Influencias
- Pantera
- Sepultura
- Anathema
- At The Gates
- The Haunted
- Entombed

## Discografía

### Demos
- Heartland (1999)
- Reverance (2001)
- Only Human (2002)
- Fear Is... (2003)
- Beak Out The Hammers EP (2004)

### Singles
| Año  | Álbum                                                                    |
| ---- | ------------------------------------------------------------------------ |
| 2003 | Fear Is... Only Human - Lanzamiento: 2003 - Sello: Independiente         |
| 2004 | Break Out The Hammers EP - Lanzamiento: 2004 - Sello: Spinefarm Records  |
| 2005 | iOta - Lanzamiento: 2005 - Sello: Spinefarm Records                      |
| 2005 | As Far As The Eye Can See - Lanzamiento: 2005 - Sello: Spinefarm Records |
| 2010 | Gentle Anarchy - Lanzamiento: 2010 - Sello: Universal Records            |

### Discos de estudio
| Año  | Álbum                                                            |
| ---- | ---------------------------------------------------------------- |
| 2005 | Sound Over Matter - Lanzamiento: 2005 - Sello: Spinefarm Records |
| 2011 | Gentle Anarchy - Lanzamiento: 2011 - Sello: Universal Records    |

### Versiones
- Pantera Walk
- Anathema Empty, Tocada en vivo
- Pantera Use My Third Eye tocada en vivo en el Metal Barbeque

## Videografía
- Last Drop Of Innocence (2005)

## Trivia
- Fear Is...Only Human EP son dos demos en uno.
- Hevein también es una proteína encontrada en el látex, aunque Leif dice no haber tenido este conocimiento cuando escogió el nombre.